# Viaje de agua

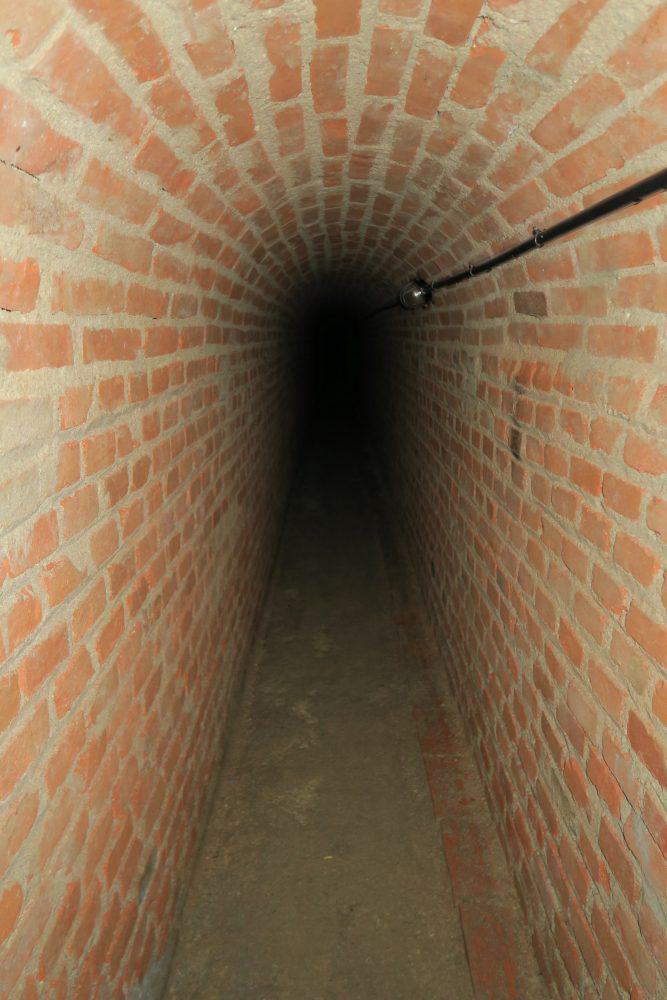
Viaje de Fuente del Berro (Madrid).

Viaje de agua o viaje es un sistema de transporte de agua desde un acuífero o pozo de agua hacia la superficie, a través de un acueducto subterráneo o galería filtrante por gravedad, sin necesidad de bombear. El sistema se originó hace aproximadamente 3.000 años en Persia. Están construidos como una serie de conductos verticales en forma de pozo artesiano, conectados por un túnel o acueducto de pendiente ligera. Los pozos verticales a lo largo del canal subterráneo tienen únicamente fines de mantenimiento y el agua normalmente se utiliza sólo una vez que emerge del punto de luz natural.
Se trata de un sistema de suministro de agua que permite transportar agua a largas distancias en climas cálidos y secos sin perder gran parte del agua por evaporación. El sistema tiene la ventaja de ser resistente a desastres naturales, como terremotos e inundaciones, y a la destrucción deliberada en caso de guerra. Además, es casi insensible a los niveles de precipitación, y genera un caudal con variaciones sólo graduales de años húmedos a años secos.
Los viajes de agua todavía crean un suministro confiable de agua para los asentamientos humanos y el riego en climas cálidos, áridos y semiáridos, pero el valor de este sistema está directamente relacionado con la calidad, el volumen y la regularidad del agua subterránea. Gran parte de la población de Irán y otros países áridos de Asia y el norte de África dependieron históricamente del agua de estos acudeductos. Muchas áreas pobladas están cerca de las áreas donde son posibles los viajes de agua. Tal es el caso de Madrid, que cuenta con el sistema de viajes de agua más desarrollado de la península ibérica, en donde se describen como un tipo de «galería filtrante», usado como conducción subterránea o semisubterránea para canalizar el abastecimiento de agua en los núcleos de población, y con un especial desarrollo en algunas ciudades desde la conquista romana de Hispania hasta el siglo xix. Destaca la red hidrográfica de Madrid desde su asentamiento como ciudad medieval.
Su uso ancestral como ingenios de agua potable o para el riego agrícola ha dejado importantes ejemplos en el levante español, Andalucía, y las Islas Canarias. Diversos estudios arqueológicos han hallado vestigios o restos de «qanats» en localidades como Alcalá de Henares, Crevillente, Fuentelapeña, Puerto Lumbreras, Valladolid, o Villaluenga del Rosario, por citar algunos de una larga lista.
En 2002, la UNESCO propuso su protección como patrimonio cultural de la humanidad, y en Lista de Patrimonio Mundial. En 2015, durante la 40.ª reunión en Estambul del Comité del Patrimonio Mundial de dicha organización, fueron inscritos once «qanat» iraníes de entre 200 y 2500 años de antigüedad.

## Historia

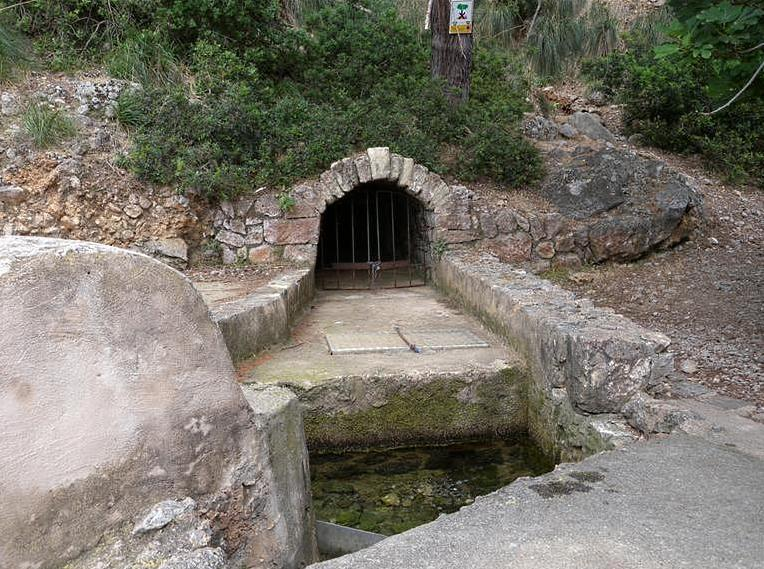
Un viaje de agua que emerge en la fuente de Verger, en sa Costera, Escorca, Mallorca.

Posible difusión geográfica de la tecnología del viaje de agua.

Según la mayoría de las fuentes, la tecnología del viaje de agua fue desarrollada en el antiguo Imperio aqueménida por los elamitas o Armenia, en algún momento a principios del 1000 a. C.,  y se extendió lentamente hacia el oeste y el este desde allí.También se ha propuesto un origen en la península de Omán y el noreste de la meseta de Irán (donde se han conservado activos canales de más de cien kilómetros de longitud y una profundidad que en ocasiones llega a los 30 metros). Además, parece que se han desarrollado sistemas análogos de forma independiente en China y América del Sur (específicamente, el sur de Perú).
Una especie de gosipio, el Gossypium arboreum, es autóctona del sur de Asia y se cultiva en el subcontinente indio desde hace siglos. Esta ya se describía en la Investigación sobre las plantas de Teofrasto y se menciona en las Leyes de Manu. A medida que las redes comerciales transregionales se expandieron e intensificaron, esta planta se extendió desde su tierra natal a la India y al Medio Oriente. Una teoría es que el viaje de agua se desarrolló para irrigar los campos de cultivo de esta planta, primero en Persia, donde duplicó la cantidad de agua disponible para riego y uso urbano.  Debido a esto, Persia disfrutó de mayores excedentes de productos agrícolas, aumentando así la urbanización y la estratificación social. Posteriormente, la tecnología del viaje de agua se extendió desde Persia hacia el oeste y el este. 

### Cunniculiromano
En la cuenca mediterránea, se construyeron tuneles para transportar agua desde manantiales y montañas distantes hacia zonas áridas y sus ciudades, sobre todo cuando éstas estaban bajo asedio. El túnel de Ezequías de 533 metros de longitud y construido a finales del siglo VIII y principios del VII a. C. llevaba agua del manantial de Gihón a la ciudad de Jerusalén y se construyó mientras la ciudad se preparaba para un asedio inminente por parte de los asirios. Los romanos también adoptaron estas técnicas constructivas de los etruscos, que habían adoptado esta técnica en el siglo VI a. C. para construir una gran cantidad de túneles de suministro de agua llamados cuniculi en el noreste de Roma. Los romanos la utilizaron para construir una gran cantidad de acueductos subterráneos en los territorios que controlaban en Europa, el norte de África y Asia Menor. Construyeron acueductors subterráneos para transportar agua, desviar ríos, drenar lagos para el riego de tierras agrícolas y para sus proyectos de carreteras y operaciones mineras El emperador Claudio construyó el túnel Claudio de unos 5,6 km de longitud en el año 41 d. C. para drenar el lago Fucine (Lacus Fucinus). Este túnel tenía pozos (llamados puteus o lumen) de unos 122 metros de profundidad y tardaría unos 11 años en construirse, empleando a unos 30.000 trabajadores.

### Puquio
En el extremadamente árido desierto costero del Perú se desarrolló una tecnología de suministro de agua similar a la de los viajes de agua, llamada puquios. La mayoría de los arqueólogos creen que los puquios son indígenas y datan de alrededor del año 500 d. C. Los puquios todavía estaban en uso en la región de Nazca en el siglo XXI.

## Descripción y función

Sección transversal de un viaje de agua

Los viajes de agua están construidos como una serie de conductos verticales en forma de pozo, conectados por un túnel de pendiente ligera que lleva un acueducto de agua. Los viajes de agua transportan eficientemente grandes cantidades de agua subterránea a la superficie sin necesidad de bombear. El agua drena por gravedad, normalmente desde un acuífero de tierras altas, con el destino más bajo que la fuente. Los viajes de agua permiten transportar agua a largas distancias en climas cálidos y secos sin mucha pérdida de agua por evaporación.
El «viage» de agua, como todo «qanat», puede esquematizarse en tres partes esenciales: los pozos (o red de captación), las galerías o canales de drenaje de la línea de conducción, y la red de distribución y sus arcas y fuentes. En el proceso de construcción aparecerán los siguientes elementos o fases:
1. Localización de los manaderos de agua subterránea (‘agua verde’) por medio de pozos artesianos o galerías de captación de agua de lluvias, construidas en altitud, es decir, siempre por encima del nivel de la población a la que va destinado el abastecimiento para garantizar la presión sin necesidad de bombeo.
2. Trazado de las minas o galerías con una altura media de 1,80 metros sin reforzar (o de “lomo de caballo”), y un lecho de grava como sistema de decantación para retener impurezas.
3. A lo largo del recorrido se abrían pozos de ventilación (las lumbreras o chimeneas para extraer materiales que luego servirán de respiraderos), por lo general cubiertos o rematados, cada 20 metros,[28] por «una piedra de granito tallada, con forma tronco-piramidal, de 70 cm de lado por 80 de alto», para impedir el acceso a animales, personas o el vertido de basuras. También, y de forma especial en los cambios de dirección del túnel, solían intercalarse pequeños aljibes conocidos como cambijas o arcas cambijas que funcionaban como depósitos de arena.[29]
4. En el tramo más próximo a las poblaciones, las simples minas sin refuerzo se transformaban en «canalizaciones de 0,5 a 1 metro de ancho, con interior revestido en piedra o ladrillo y con un lecho cóncavo a modo de bóveda invertida y con el mismo sistema de retención de impurezas».
5. Ya en el perímetro de la población, los canales del viage se medían por medio de depósitos o "arcas principales". Desde estas arcas de registro, el agua se distribuía por las zonas de la ciudad beneficiadas (palacios, casas nobles, conventos, casas particulares y fuentes públicas).
6. El último enclave esencial de los viajes de agua eran los caños vecinales y en especial las grandes fuentes asignadas a los aguadores.[30] Para los tramos finales de conducción se utilizaron durante siglos «caños de barro cocido» con diferentes diámetros, entre unos 35 mm del caño naranjero (que suministraba 14 reales de agua, equivalentes a medio litro), y los 151 mm del caño mayor, con 124 RA (unos 4,59 litros).[29]
7. Los «viages» se denominaban por el nombre del arroyo que canalizaban y se clasificaban por la calidad de las aguas que traían, fueran estas consideradas “aguas finas” o “aguas gordas”.